# Sanem Çelik
Sanem Çelik (* 18. Mai 1975 in Istanbul) ist eine türkische Schauspielerin und Ballerina.

## Leben und Karriere
Çelik ist Absolventin des Fachs Ballett des Staatlichen Konservatoriums der Universität Istanbul. 1993 nahm sie ihre Arbeit in der Ballettgruppe Çağdaş auf. Ihre ersten Erfahrungen im Fernsehen sammelte sie im gleichen Jahr mit der Fernsehserie Kara Melek (Schwarzer Engel). Im Kino war sie dann das erste Mal in dem Film Yaban (Fremd) von Nihat Durak zu sehen.  Im Jahr 2000 gewann sie eine Goldene Orange als beste Schauspielerin für den Spielfilm Filler ve Çimen (Elefanten und Gras).

## Filmografie
Filme
- 1996: Yaban
- 2000: Filler ve Çimen
- 2002: Sır Çocukları
- 2005: Ayın Karanlık Yüzü
- 2013: Behzat Ç. Ankara Yanıyor
- 2014: Balık

Serien
- 1997–1999: Kara Melek
- 2000: Kör Talih
- 2002: Canım Kocacım
- 2003: Günahım Neydi Allah'ım
- 2004–2006: Aliye
- 2008–2009: Güldünya
- 2013–2014: İnadına Yaşamak
- 2014: Çocuklar Duymasın
- 2016–2021: Eşkıya Dünyaya Hükümdar Olmaz
- 2018–2019: Bir Litre Gözyaşı

## Weblink
- Sanem Çelik bei IMDb

| Personendaten    | Personendaten                          |
| ---------------- | -------------------------------------- |
| NAME             | Çelik, Sanem                           |
| KURZBESCHREIBUNG | türkische Schauspielerin und Ballerina |
| GEBURTSDATUM     | 18. Mai 1975                           |
| GEBURTSORT       | Istanbul, Türkei                       |